# Cardo (serie de televisión)
Cardo es una serie de televisión drámatica española original de Atresplayer protagonizada por Ana Rujas, quien también es la creadora de la serie, junto a Claudia Costafreda con la producción de Suma Latina (Javier Calvo y Javier Ambrossi). La serie hace un retrato de una generación nacida en los 90, a caballo entre un futuro incierto, un pasado plácido y un presente convulso.

## Sinopsis

### Primera temporada
María, una chica nacida en los años 1990 en el distrito madrileño de Carabanchel, decide abandonar el mundo de la televisión, en el que ha trabajado como modelo y protagonizando anuncios, para hacer frente a sus problemas del presente. La serie consiste en un relato de temática costumbrista, que también sustenta un esbozo de las condiciones de precariedad urbana. María, como protagonista y símbolo de una generación cercana a los 30 años, vive compartiendo piso con una amiga en el centro de Madrid. Su adicción a las drogas, al alcohol y a las relaciones tóxicas harán de su vida un torbellino de sensaciones y dramas. Su única ocupación laboral consiste en ayudar a Puri, una mujer de 65 años cuya floristería está a punto de cerrar. Tras una noche de fiesta, María sufre un accidente de moto que le llevará a encarar problemas tanto legales como sociales.

### Segunda temporada
Tres años después, María sale de la cárcel dispuesta a recuperar el tiempo perdido y con la firme intención de rehacer su vida. Para ello, quiere alejarse de ese camino de excesos que tantos problemas le han causado y encontrar un trabajo estable, pero muy pronto descubre que la vida no es fácil para una exconvicta y que la relación con sus amigas ya no es lo que era. Se ha quedado sola.

## Reparto

### Primera temporada

#### Principales
- Ana Rujas como María Hernández
- Clara Sans como Begoña Guirao
- Ana Telenti como Eva (Episodio 1; Episodio 3; Episodio 4; Episodio 5 y Episodio 6)
- Juani Ruiz como Puri (Episodio 2; Episodio 5)
- Diego Ibáñez como Gabriel Aguirre (Episodio 2 - Episodio ¿?)

con la colaboración de
- Alberto San Juan como Santiago Aguirre (Episodio 1)
- Raúl Prieto como Nacho (Episodio 1)
- Cristina Alcázar como Inés de la Torre (Episodio 2)
- Yolanda Ramos como Fausta (Episodio 3 y 6)
- Ana Gracia como Laura (Abogada) (Episodio 4)
- Pilar Gómez como Madre de María (Episodio 5)

#### Recurrentes
- Viveka Rytzner como Stella
- Carla Linares como Carmen
- Joan Solé como Joan

### Segunda temporada
- Ana Rujas como María
- Arrieta Villa como Yasmín
- Nur Olabarria como Santa
- Ana Telenti como Eva
- Clara Sans como Bego
- Nassim Lyes como Bastien
- Pilar Gómez como Teresa
- Diego Ibañez como Gabriel
- Nacho Fernández como Juan
- Edu Tudela como Miki

## Producción
En febrero de 2021 se anunció que Los Javis (Javier Calvo y Javier Ambrossi) se encontraban preparando una nueva serie después del éxito de Veneno. La serie es una idea original de Claudia Costafreda y la actriz Ana Rujas.

### Rodaje
En junio del mismo año, comenzó el rodaje, confirmándose que la protagonista sería Ana Rujas, acompañada de Yolanda Ramos, Clara Sans, Ana Telenti, Alberto San Juan, Diego Ibáñez y Juani Ruiz en el elenco principal. Los lugares de filmación fueron locales reales del distrito de Carabanchel, el Hospital Universitario La Paz, el barrio de Malasaña y el Paseo de la Castellana (en Madrid) y Casarrubios del Monte (en Toledo).

## Estreno
En agosto se anunció que la serie sería presentada en el Festival de Cine de San Sebastián, estrenándose sus tres primeros episodios. Posteriormente, fue estrenada en Atresplayer Premium el 7 de noviembre de 2021, emitiéndose los dos primeros episodios, y los restantes semanalmente.
El 12 de febrero de 2023, se estrena en Atresplayer Premium, la segunda temporada con la emisión de los dos primeros capítulos. El resto de capítulos fueron emitidos semanalmente.

## Capítulos
| Temporada | Temporada | Episodios | Estreno                | Final                  |
| --------- | --------- | --------- | ---------------------- | ---------------------- |
|           | 1         | 6         | 7 de noviembre de 2021 | 5 de diciembre de 2021 |
|           | 2         | 6         | 12 de febrero de 2023  | 12 de marzo de 2023    |

### Primera temporada (2021)
| N.º en serie | N.º en temp. | Título       | Dirigido por       | Escrito por                                    | Fecha de lanzamiento original |
| ------------ | ------------ | ------------ | ------------------ | ---------------------------------------------- | ----------------------------- |
| 1            | 1            | «Capítulo 1» | Claudia Costafreda | Claudia Costafreda y Ana Rujas                 | 7 de noviembre de 2021        |
| 2            | 2            | «Capítulo 2» | Lluís Sellarès     | Claudia Costafreda y Ana Rujas                 | 7 de noviembre de 2021        |
| 3            | 3            | «Capítulo 3» | Claudia Costafreda | Claudia Costafreda y Ana Rujas                 | 14 de noviembre de 2021       |
| 4            | 4            | «Capítulo 4» | Lluís Sellarès     | Claudia Costafreda y Ana Rujas                 | 21 de noviembre de 2021       |
| 5            | 5            | «Capítulo 5» | Claudia Costafreda | Claudia Costafreda y Ana Rujas                 | 28 de noviembre de 2021       |
| 6            | 6            | «Capítulo 6» | Claudia Costafreda | Claudia Costafreda, Ana Rujas y Lluís Sellarès | 5 de diciembre de 2021        |

### Segunda temporada (2023)
| N.º en serie | N.º en temp. | Título                                        | Dirigido por       | Escrito por                    | Fecha de lanzamiento original |
| ------------ | ------------ | --------------------------------------------- | ------------------ | ------------------------------ | ----------------------------- |
| 7            | 1            | «La misión»                                   | Claudia Costafreda | Ana Rujas y Claudia Costafreda | 12 de febrero de 2023         |
| 8            | 2            | «Tu salud es nuestra paz»                     | Claudia Costafreda | Lluís Sellarès                 | 12 de febrero de 2023         |
| 9            | 3            | «La aparición del arcángel»                   | Claudia Costafreda | Ana Rujas y Claudia Costafreda | 19 de febrero de 2023         |
| 10           | 4            | «Noche oscura del alma»                       | Claudia Costafreda | Lluís Sellarès                 | 26 de febrero de 2023         |
| 11           | 5            | «El diablo me ha respondido en persona»       | Claudia Costafreda | Ana Rujas y Claudia Costafreda | 5 de marzo de 2023            |
| 12           | 6            | «Entre el cielo y el infierno está la tierra» | Claudia Costafreda | Ana Rujas y Claudia Costafreda | 12 de marzo de 2023           |

## Reconocimientos
| Año  | Premiación    | Categoría                              | Nominado(s)   | Resultado | Ref.   |
| ---- | ------------- | -------------------------------------- | ------------- | --------- | ------ |
| 2021 | Premios Feroz | Mejor serie dramática                  | Cardo         | Ganadora  | [ 9 ]  |
| 2021 | Premios Feroz | Mejor actriz protagonista de una serie | Ana Rujas     | Ganadora  | [ 9 ]  |
| 2021 | Premios Feroz | Mejor actriz de reparto de una serie   | Yolanda Ramos | Nominada  | [ 9 ]  |
| 2023 | Produ Awards  | Mejor serie dramática                  | Cardo         | Pendiente | [ 10 ] |